# Alte Burg Veckerhagen
Die Alte Burg Veckerhagen ist eine abgegangene Niederungsburg, von der heute nur noch geringe Mauerreste vorhanden sind. Sie war eine landgräflich-hessische Schutzburg am Ufer der Weser in Veckerhagen, einem Ortsteil der Gemeinde Reinhardshagen im Landkreis Kassel in Hessen. An ihrer Stelle und auf ihren Grundmauern befinden sich heute die Fabrikanlagen des Farbenherstellers Habich Farben. 

## Geschichte
Landgraf Ludwig I. von Hessen ließ 1430–1431 am Ufer der Weser eine von einem Graben umgebene Burg errichten, die als Sitz landgräflicher Ministerialer bzw. Lehnsmannen und zum Schutz der hessischen Besitzungen an der oberen Weser gegen den mainzischen Besitz im Reinhardswald diente. Die Burg ersetzte möglicherweise einen zuvor bestehenden befestigten Hof. Nach dem mit dem am 8. Dezember 1427 geschlossenen „Frieden von Frankfurt“ für die Landgrafschaft erfolgreich beendeten Mainzisch-Hessischen Krieg von 1427 und dem Ende der Hessisch-Paderbornischen Fehde im Jahr 1472 war der militärische Zweck der Burg erfüllt. Das hessische Amt Veckerhagen wurde 1550 aufgelöst; dem Unterhalt der Burg wurde keine Beachtung mehr geschenkt und sie verfiel allmählich. 
Neben der alten Burg ließ Landgraf Karl von Hessen-Kassel im Jahre 1689 das dreiflügelige, barocke Jagdschloss Veckerhagen erbauen.

## Heutige Nutzung

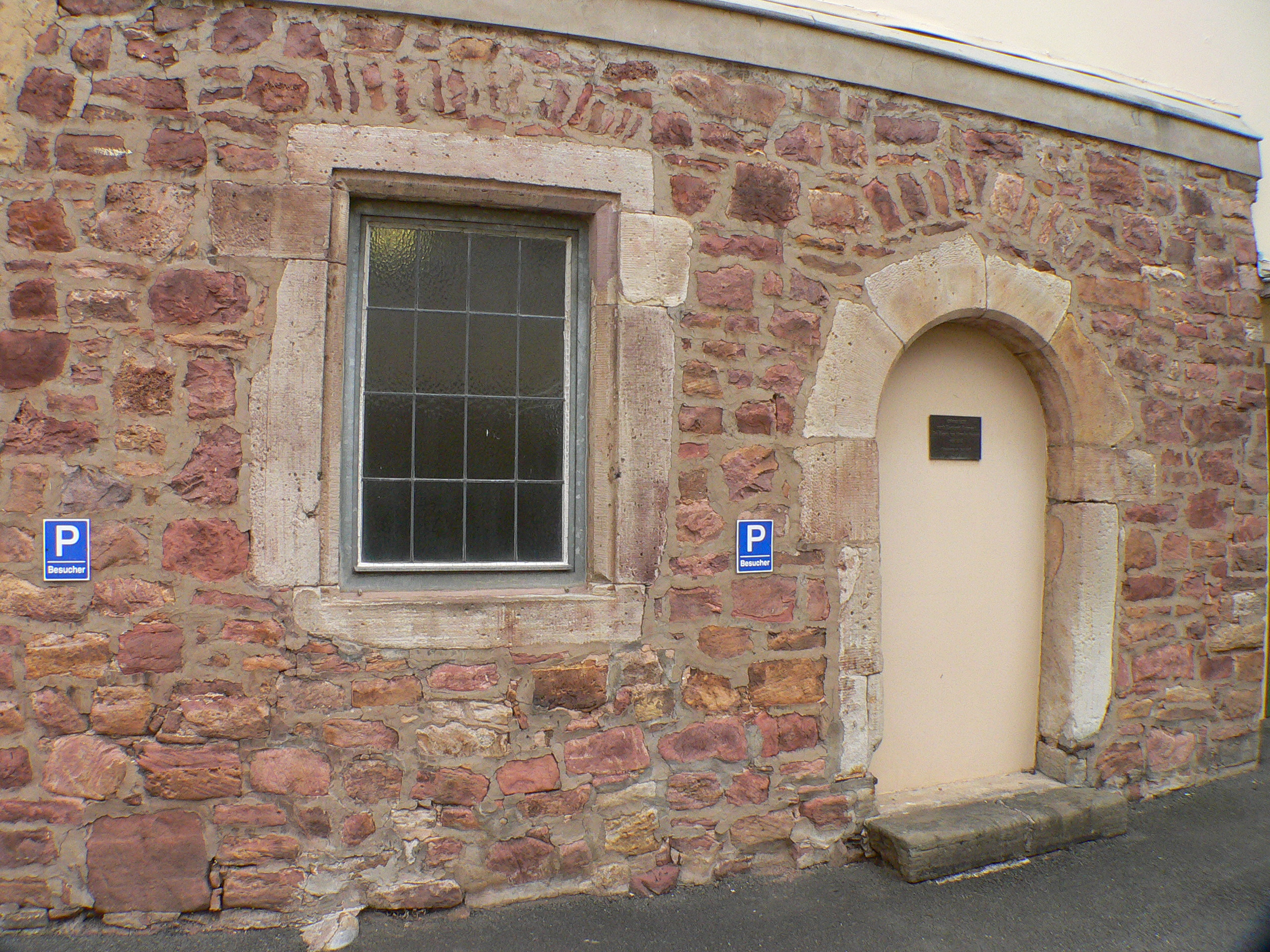
Reste der Alten Burg in Veckerhagen

Im Jahre 1810 verkaufte König Jérôme Bonaparte von  Westphalen das Jagdschloss und die Alte Burg für 2000 Reichstaler an die Fabrikantenfamilie Habich aus Kassel. Diese verlegte 1823 ihre Farbenfabrik von Kassel in das Schloss und die Alte Burg, errichtete in und auf den Resten der Alten Burg Fabrikationsanlagen und stellt seither dort und zeitweise sogar im Keller des ansonsten als Verwaltungszentrum dienenden Schlosses Chemikalien und Farben her.
Ein Teil der von der Fabrik genutzten Alten Burg brannte 1914 nieder und wurde nicht wieder aufgebaut. Im Zweiten Weltkrieg richteten die Junkers Flugzeug- und Motorenwerke auf dem Fabrikgelände ein Zweigwerk ein. Im Jahre 1967 fielen die noch immer stattlichen Reste der Alten Burg einem weiteren Großbrand zum Opfer. Die verbliebenen Grundmauern benutzte man zum Aufbau von Werk- und Lagerhallen. Heute werden von etwa 125 Mitarbeitern Malerfarben, Dispersionsfarben, Rasenmarkierungsfarben und Farbgranulate produziert.